# Sergio Corbucci
Sergio Corbucci (Roma, Italia, 6 de diciembre de 1927-Roma, Italia, 1 de diciembre de 1990) fue un director de cine y guionista italiano. Es conocido por sus spaghetti westerns, y junto con Sergio Leone y Sergio Sollima está considerado como uno de los grandes directores del western mediterráneo.

## Biografía
Hermano del director y guionista italiano Bruno Corbucci (con quien trabajó en la composición de numerosos guiones de sus películas), nació en Roma (Italia) el 6 de diciembre de 1927. Comenzó su carrera filmando algunas películas "peplum" de bajo presupuesto y escaso reconocimiento.
Su primer hito comercial fue con el spaghetti western de culto Django (1966), protagonizado por Franco Nero, el cual le hizo ser uno de los más sobresalientes directores del western italiano después de Sergio Leone, y uno de los directores más productivos del país transalpino. Su película más famosa dentro de este género es sin duda El gran Silencio (1968), un spaghetti western lleno de dramatismo, con un protagonista mudo y un malvado psicópata. Esta película fue censurada (incluso no llegó a estrenarse en algunos países, como fue el caso de España) debido a su violencia explícita.
En las décadas de los 70 y 80, Corbucci dirigió principalmente comedias, muchas de ellas protagonizadas por el actor Adriano Celentano. Sus películas rara vez han sido tratadas con seriedad y respeto, siendo a menudo consideradas de segunda categoría. Sin embargo, Corbucci se mantuvo fiel a sí mismo, y devino en un director de culto.
Murió el 1 de diciembre de 1990 en su ciudad natal, Roma.

## Filmografía
- 2021 - Django & Django (Material de archivo)
- 2006 -  Denn sie kennen. Kein Erbarmen (Documental TV sobre los spaghetti western)
- 1990 - Donne armate
- 1989 - Club Nocturno
- 1988 - I giorni del commissario Ambrosio
- 1987 - Rimini Rimini
- 1987 - Roba da ricchi
- 1985 - Es un fenómeno paranormal
- 1984 - A tu per tu
- 1983 - Esto y aquello (1983)
- 1983 - Sing Sing (1983)
- 1982 - Il conte Tacchia (1982)
- 1982 - Bello mio, belleza mía (1982)
- 1981 - Chi trova un amico, trova un tesoro (1981)
- 1980 - Mi faccio la barca (1980)
- 1980 - Poliziotto superpiù (1980)
- 1980 - No me conozco mi amor (1980)
- 1978 - Pari e dispari (Par-Impar) (1978)
- 1978 - Giallo napoletano (1978)
- 1978 - La mazzetta (El abogado de paja) (1978)
- 1977 - Tres tigri contro tre tigri (Reír es vivir) (1977)
- 1977 - Ecco noi per esempio
- 1976 - El Sr. Robinson, una monstruosa historia de amor y aventura
- 1976 - Bluff-Storie di truffe e di imbroglioni (Los embrollones)
- 1975 - Il bianco, il giallo, il nero (El blanco, el amarillo, y el negro)
- 1975 - Di che signo sei? (Los signos del zodíaco)

- 1974 - Il bestione (El bestione)
- 1973 - Rugantino. (Director)

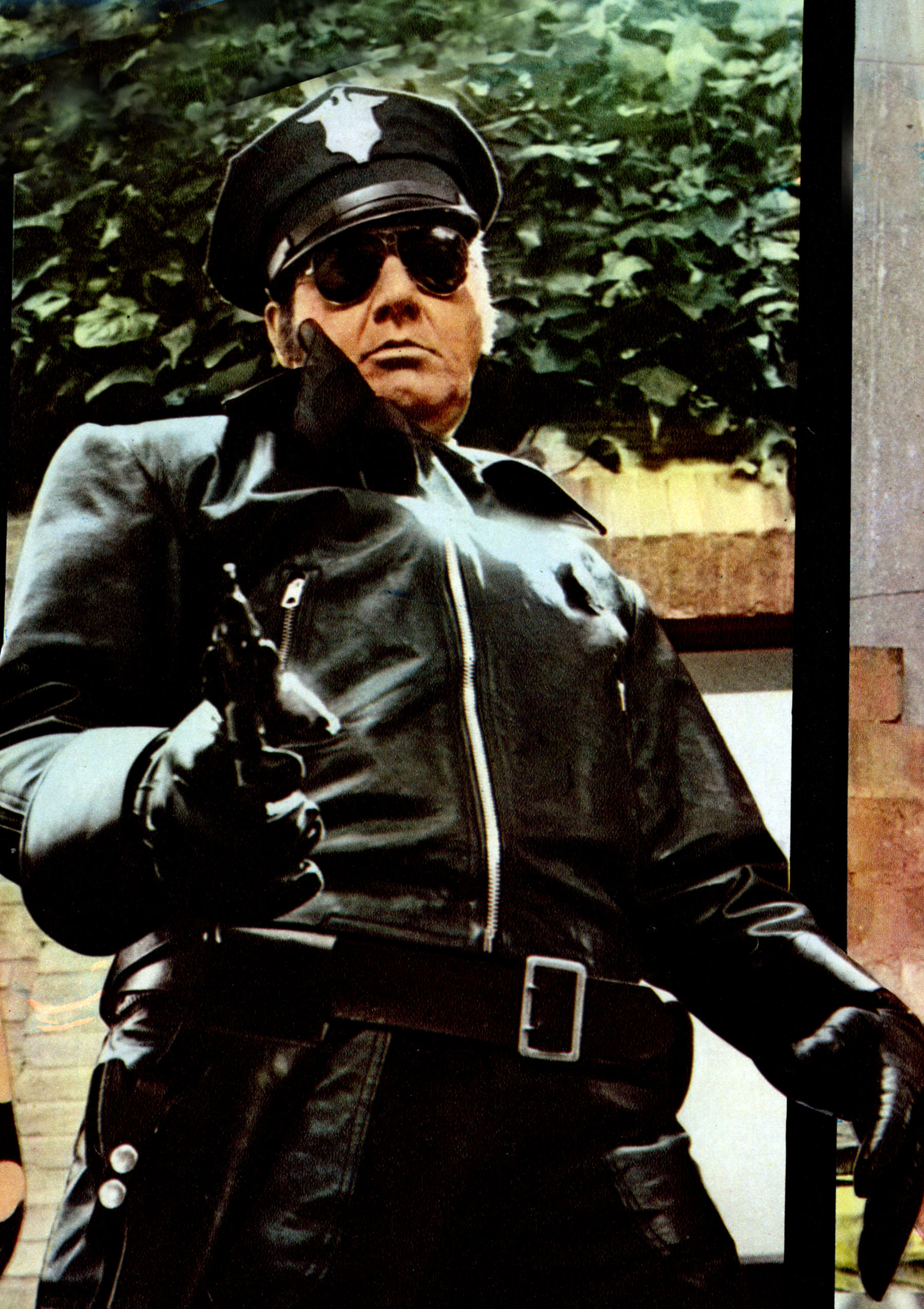
Alberto Sordi en Di che segno sei?

- 1972 - Che c'entrimo noi con la rivoluzione? (¿Qué nos importa la revolución?) (Director)
- 1972 - Er piu - Storia d'amore e di coltello (El guapo). (Director)
- 1972 - Banda J. E S. cronaca criminale del Far West (Los hijos del día y de la noche) (Director)
- 1970 - ¡Vamos a matar, compañeros! (Director y guionista)
- 1969 - Los especialistas. (Director y guionista)
- 1968 - El gran Silencio. (Director)
- 1968 - Salario para matar. (Director y guionista)
- 1967 - Navajo Joe/Un dollaro a testa (Joe, el implacable). (Director)
- 1967 - I crudeli (Los despiadados). (Director)
- 1966 - Django. (Director y guionista)
- 1966 - L'uomo che ride. (Director)
- 1965 - Minnesota Clay. (Director)
- 1962 - Il giorno piu corto (El día más corto). (Director)
- 1962 - Lo figlio di Spartacus (El hijo de Espartaco). (Director)
- 1961 - Romulo e Remo |Rómulo y Remo]]. (Director y coguionista)

- Datos: Q55443
- Multimedia: Sergio Corbucci / Q55443